# The Gunfighter
The Gunfighter (Brasil: O Matador / Portugal: O aventureiro romântico) é um filme estadunidense de 1950, do gênero western, estrelado por Gregory Peck, Helen Westcott, Millard Mitchell e Karl Malden. Este filme foi dirigido por Henry King e foi escrito pelos roteiristas  William Bowers e William Sellers, com a colaboração de Nunnally Johnson, de uma história de Bowers e Andre de Toth.

## Elenco
- Gregory Peck.... Jimmy Ringo
- Helen Westcott.... Peggy Walsh
- Millard Mitchell.... Delegado Mark Strett
- Jean Parker.... Molly
- Karl Malden.... Mac
- Richard Jaeckel.... Eddie
- Edmund Cobb .... cidadão (não-creditado)

## Sinopse
Jimmy Ringo é um famoso pistoleiro com fama de "rápido no gatilho". Em 1880 ele pára em Cayene, uma pequena cidade do Oeste, para ver o filho e a mãe dele. Ringo conhecia o delegado da cidade, que o protege dos locais, mas logo um homem vingativo e competidores ao topo de "Gatilho mais rápido do Oeste", lhe armam emboscadas e o desafiam constantemente para duelos.